# 독일 디자인 어워드
독일 디자인 어워드(영어: German Design Award, 독일어: Designpreis der Bundesrepublik Deutschland)는 독일 경제기술부가 수여하는 공식 디자인상이다. 이 상은 1969년 '우수 디자인 연방상'이라는 이름으로 처음 수여되었고, 이후 2년마다 수여되었다. 또한 상의 초점은 매번 변경되었다. 상의 이름은 1992년에 처음 변경되었다. 이후 연방 제품 디자인상과 디자인 진흥 연방상(디자인 분야 업적에 대한 인물에게 수여)이 매년 수여되었다. 2006년부터는 독일 연방 공화국 디자인상으로 불리며 제품 및 커뮤니케이션 디자인 분야의 뛰어난 업적과 디자인 분야의 인물에게 수여된다. 2012년부터 이 상은 DMY Berlin GmbH & Co. KG에서 운영하고 있다.
기업은 이미 국내 또는 국제 디자인상을 받은 제품이 있는 경우에만 디자인상 대회에 참가할 수 있다. 참가의 또 다른 전제 조건은 기업이 연방 주 또는 연방경제기술부의 부처 및 상원 의원으로부터 지명되어야 한다는 것이다.

## 방식, 역사 및 비판
참가자들은 연방 경제기술부 또는 관련 주 정부 부처에 의해 지명되었으며, 이는 이전에 다른 국내 또는 국제 디자인 상을 수상한 경우에만 해당되었다. 이 때문에 이 상은 "상 중의 상"이라고도 불렸다. 이 상에 스스로 지원하는 것은 불가능했다.
수상은 10명의 독립적이고 전문적인 심사위원단에 의해 결정되었다. 심사위원단은 산업, 학계, 디자인 및 미디어 대표자들로 구성되었다. 이들은 연방 경제기술부 장관에 의해 4년 임기로 임명되었다.
다른 많은 디자인상과 마찬가지로 이 상은 참가자에게 상금을 수여하지 않았으며, 오히려 수수료를 부과했다. 따라서 이 상은 2006년부터 전문 대중으로부터 비판을 받았는데, 이는 지명된 디자이너 줄리 구데후스의 공개 서한으로 인해 촉발되었다.
이 상의 조직은 2011년까지 독일 디자인 협회에서 수행되었으며, 2012년 새로운 입찰에서 처음으로 DMY Berlin GmbH & Co. KG라는 젊은 소규모 사기업에 위임되었다. 그 이후로 독일 디자인 협회는 자체 디자인 상을 발표했으며, 이 상은 잠시 "Designpreis Deutschland"라고 불리다가 독일 디자인 상으로 이름이 변경되었다.
독일 연방 공화국 디자인상의 조직이 주최측인 DMY Berlin으로 이전되면서 지불 방식이 변경되었다. 기업이나 디자이너는 이전과 같이 참가비를 지불했지만, 더 이상 "수상자 수수료"를 지불할 필요가 없었다. 젊은 디자이너는 제출물당 350유로의 참가비를 지불해야 했지만, 젊은 디자이너 상은 2012년부터 8000유로가 부여되었다.
2014년 마지막 주최측의 파산 이후 이 상은 다시 제공되지 않았다.

## 수상자

### 2014년 (선정)
- 칼 클라우스 디텔 - 평생 공로상
- 양 류(Yang Liu) - 드레스덴 알베르티눔 길 찾기 시스템 (금)
- 그라프트(Graft) (은)
- oup kommunikation - "Diagrimme - 그림 형제의 동화 및 가정 이야기 12편을 인포그래픽으로" (은)

### 2013년 (선정)
- 우베 로쉬(Uwe Loesch) - 평생 공로상

### 2012년 (금상 선정)
- 볼프강 줍 - 평생 공로상
- 요하네스 베르거하우젠, 시리 포아랑간 - 출판물 "decodeunicode - 세계의 문자"(슈미트, 마인츠) (금)
- 더 일렉트릭 호텔 (금)
- 프라켄폴 풀하임, 하임플라넷 (금): 더 케이브(The Cave)

### 2011년 (선정)
- 에릭 슈피커만 - 평생 공로상
- 세바스티안 헤르크너 - 최고 신인상
- 룬게 GmbH (은) - 룬게 디자인 팀의 야외 공공 장소를 위한 신개념 청소년 벤치 테아트룸(Theatrum) (고전적인 좌석 없음)

### 2010년 (선정)
- 불타우프 (금) - bulthaup b2 주방
- 요아힘 자우터 (금) - BMW 그룹 키네틱 조각
- 닐스 프레데르킹 (은) - 리뉴 로제에서 생산한 접이식 테이블 F2
- 2010년 명예상 - 잉고 마우러 "디자이너 인물"
- 2010년 처음으로 기부된 젊은 디자이너 상도 수여되었다. 수상자는 베를린 섬유 디자이너 엘리사 스트로지크(Elisa Strozyk)였다.
- 페스토 - 에어 젤리 바이오닉스 프로젝트

### 2009년 (선정)
- 아이데오 (금) - 옐로 스트롬의 전기 절약 계량기
- 아이데오 (은) - 올리베티의 MY_WAY 프린터
- 2009년 명예상 - 리처드 사퍼 "디자이너 인물"

### 2008년 (선정)
- 오토보크 (금) - 오라 이토 파리(Ora-Ito Paris)와 크리스티안 레만(Christian Lehmann, 취리히)의 Genu Arexa 무릎 보조기
- BMW 그룹 - BMW G650 Xcountry
- 다임러 부동산 GmbH - 메르세데스-벤츠 박물관 슈투트가르트 (hg merz architekten museumsgestalter stuttgart berlin)
- ERCO Leuchten GmbH - Grasshopper (워크디자인/사내: Alois Dworschak & Henk Kosche)
- 마무트 스포츠 그룹 (Mammut Sports Group AG) - Bionic 등반 카라비너 (Nose AG, Christian Harbeke)
- 로베르트 보쉬 GmbH (Robert Bosch Hausgeräte GmbH) - HBN 77 P750 (워크디자인/사내: Roland Vetter)
- WMF 그룹 (WMF AG) - Nomos (Metz & Kindler product design)
- 명예상 2008 - 만프레드 라미 "디자이너 인물"

### 2007년 (선정)
- 뢰베 AG - LCD 텔레비전 Individual 32, 피닉스 디자인
- 독일철도 - 에릭 슈피커만과 크리스티안 슈바르츠가 디자인한 새로운 하우스 서체 DB Type
- 실버 메달 공간 부문: 플로리안 피셔(Florian Fischer) - 켈텐 뢰머 박물관 만힝(Kelten Römer Museum Manching)

### 2006년 (선정)
- 포르쉐 911 카레라 C2/C2S
- 로웬타 M-에디션
- 스탠리 블랙앤데커 임팩트 드릴 D 25203K/D 25304K

### 2002년
- 아우디 - 아우디 A2

### 1985/86년
- 앙투아네트 드 보어(Antoinette de Boer) - 직물 "Akaba" 디자인

### 1977년
- 로젠탈 AG - "Fuga" 음료 유리잔 시리즈; 디자인: 엘사 피셔-트라이덴(Elsa Fischer-Treyden)